# ENTRANCヨ
『ENTRANCヨ』（エントランス、ENTRANCE）は、1981年8月21日にリリースされた原田真二&クライシスのアルバムであり、原田真二にとって4作目のスタジオ・アルバム。

## 帯コピー
- 動き出せ　眠っていた心たち　至福の世界への扉は、今、開き始める。

## 解説
- バンドとして充実期をむかえたクライシスを従えてのアルバム第二段は、レコーディングに長野市飯綱高原の教会ホテル「アルカディア」の音楽堂を使用し、ホールのナチュラルエコーを使いながらの録音が行われた。

- シングル曲は、アルバム先行シングル「熱思考」の英語バージョンが1曲収録されているだけで、前作同様、オリジナル / コンセプトアルバムとしてのこだわり＆趣が強い。
- このアルバムから原田真二が全ギターを演奏し、ギタリストとしての比率が強くなった。また初めて英語詞も含めての、全作詞・作曲・編曲・プロデュースをこなしている。

- 2つ折のインナー歌詞カードには、帯キャッチコピーにもある「至福」について　“Happiness はまわりからは、やってこない。自分以外の人への敬愛の念を限りなく放出した所で、人は真の幸福に満たされる。” （一部抜粋）といった内容の、原田自身による哲学的コメントが掲載されている。

- ジャケットデザインは実兄の原田栄二が担当。初回プレス分のみブルーのカラーレコードであった。

### SHINJI & CRISIS
- SHINJI HARADA Guitars & Keyboards， & Vocal
- TAKASHI FURUTA Drums & Percussion
- MASAO SEKI Bass
- TAKASHI TOYOTA Keyboards & Violin
- PERFORMED BY SHINJI & CRISIS

## 収録曲

### SIDE ONE
1. ENTRANCE　(GETTING HIGH)　（5:00）
2. CLOSE YOUR EYES AND CRY　(ハートがすべてさ)　（3:44）
3. ANY WAY（3:41）
4. GODDESS IN EVERYONE（3:36）
5. NEWS CASTER（4:34）
6. HAPPINESS（3:42） ※English

### SIDE TWO
1. LION,SHIROKUMA & KITSUNE　(ライオンと白くまときつね) （6:28）
2. SHE BECAME COLD　(熱思考)　（3:54）
先行SingleのEnglish Ver.
3. LET'S HAVE A DINNER（3:52）
4. UNNATURAL HIGH（4:47） ※English
5. NO TIME（2:05）
6. HAJIME NO PAGE　(はじめのページ)（4:30）

### writers
COMPOSED,ARRANGED & PRODUCED BY SHINJI HARADA

## リマスタリング再発CD
- 原田真二&クライシス ポリドール・イヤーズ完全盤　SHINJI & CRISIS POLYDOR YEARS COMPLETE　（2007年10月24日） 三枚組　UNIVERSAL
収録 DISC1：アルバム『HUMAN CRISIS』／DISC2：アルバム『ENTRANC∃』／DISC3：シングル集＆アルバム『Merry Christmas』